# Guerra Luso-Bijapur (1654-1655)
A Guerra Luso-Bijapur de 1654 a 1655 foi um breve conflito entre Portugal e o Sultanato de Bijapur, que invadiu as Terras Firmes de Goa mediante a incitação da Companhia Holandesa das Índias Orientais.
Portugal conquistara Goa em 1510 e entrara várias vezes em guerra com o vizinho Sultanato de Bijapur pela posse das chamadas "Terras Firmes" em redor da Ilha de Goa, no continente.  
Desde então, a Companhia Holandesa das Índias Orientais começara a comerciar no Oceano Índico e a apoiar os inimigos dos portugueses. Na corte de Bijapur havia um partido hostil aos portugueses, liderado pela rainha-mãe e por Abedalá Haquim, que aceitaram negociar com os holandeses.
Em finais de 1653 ou inícios de 1654 fundeou diante de Goa uma armada holandesa à espera que o Hidalcão atacasse a cidade do lado de terra conforme acordado mas, não tendo o exército do sultão aparecido, os holandeses retiraram-se.
Só entre Agosto e Outubro de 1654 é que Abedalá Haquim invadiu as terras do delta de Bardês à cabeça de um exército e por breves instantes colocou em perigo o abastecimento de alimentos a Goa. As forças de Bijapur foram, no entanto, repelidas. 
O Hidalcão admitiu ter declarado guerra a Portugal sem motivo suficiente e entretanto ordenara aos seus capitães que se retirassem de Bardês e Salcete e que os seus portos fossem abertos ao comércio. Com esta explicação, o governador D. Brás de Castro ratificou de novo os tratados de 29 de Janeiro de 1582 e de 3 de Abril de 1633, a 7 de Março de 1655.
O sultanato de Bijapur voltaria a atacar Goa em 1659 mas, não obstante, as relações entre Portugal e Bijapur foram mais pacíficas no séc. XVII do que no séc. XVI.